# Packard Patrician
Packard Patrician – samochód osobowy marki Packard produkowany w latach 1951–1956, od tzw. 24 do 56 serii aut tej marki.
W latach 1951–1952 (seria 24 i 25) Packard Patrician funkcjonował na rynku jako model Patrician 400. Potem w latach 1953 i 1954 (26 i 54 seria) był największym modelem Packarda. Kolejno w latach 1955 i 1956, gdy reaktywowano model 400 zajął pozycję luksusowego pojazdu niższej klasy.
Występował w formie sedana w niewielu odmianach nadwozia, np. Touring Sedan, Formal Sedan (rocznik 1953, nr 2606).

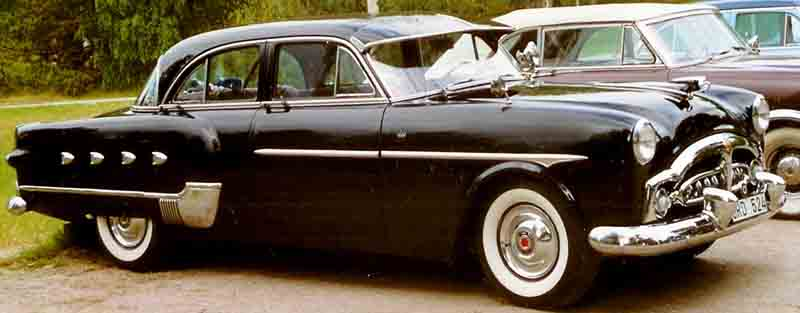
Packard Patrician (1952)